# Dansarina

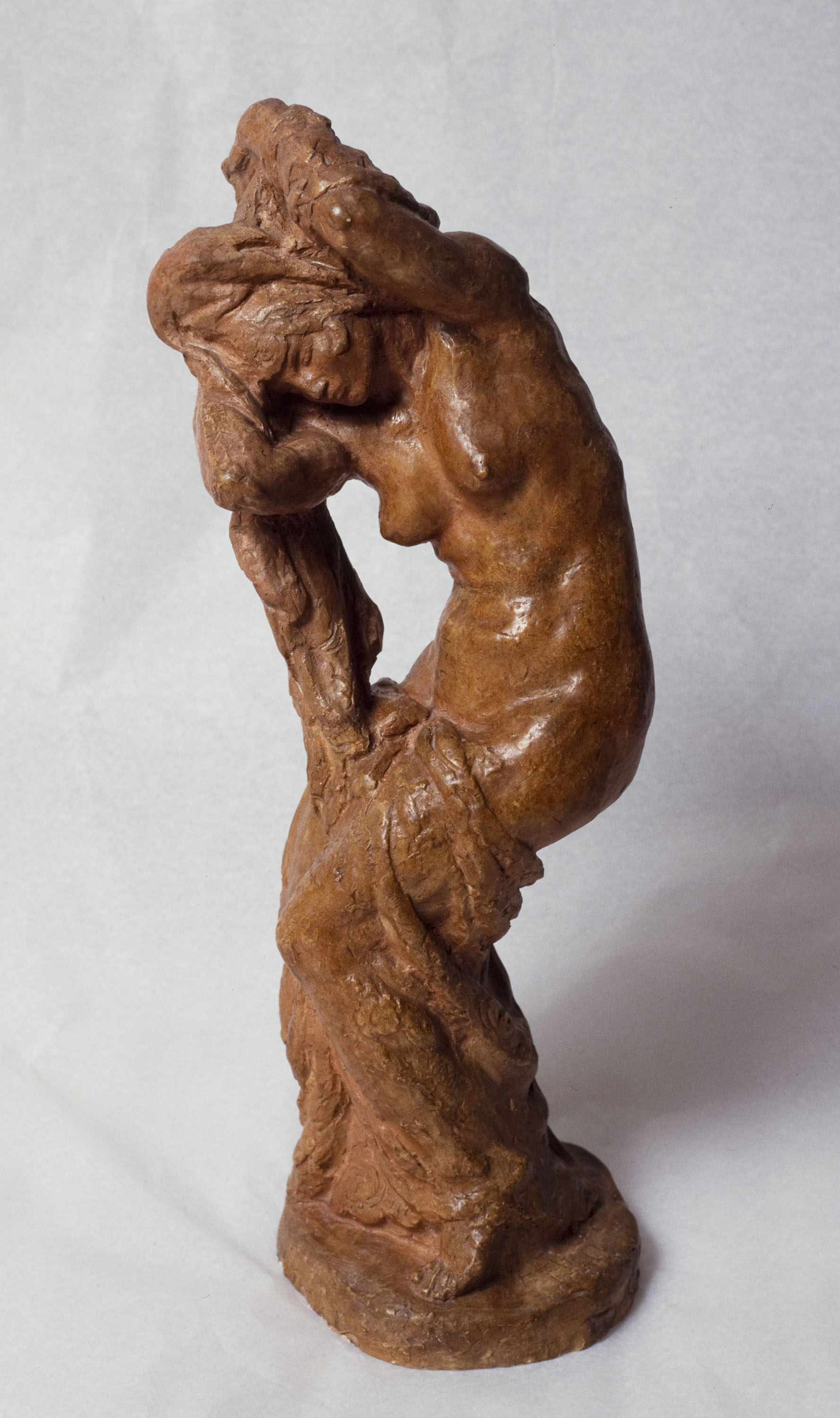
Dansarina (1918) Josep Clarà (Olot, 1878 – Barcelona, 1958). Yeso con recubrimiento de goma laca. 42x14x15 cm.

Dansarina (en castellano Bailarina) es una escultura de 1918 realizada en yeso con recubrimiento de goma laca del escultor catalán Josep Clarà i Ayats (Olot, 1878 – Barcelona, 1958). En 1969 el legado Clarà se cedió al Ayuntamiento de Barcelona y, desde 1996, esta pieza se encuentra en el depósito del Museo Nacional de Arte de Cataluña (MNAC). Su autor, Josep Clarà, fue uno de los artistas catalanes más destacados del siglo XX, con una notable presencia en la escena artística internacional de su tiempo.

## Historia
Esta escultura de Clarà no se puede explicar sin tener en cuenta la gran fascinación que sentía el artista por el mundo de la danza y el impacto que ésta provocó en su obra. Su interés por plasmar la figura humana en movimiento procedía seguramente de esta afición por la danza y más concretamente por la admiración por diversas bailarinas españolas como la exótica Tórtola Valencia, la folklórica Antonia Mercé “La Argentina”, Isabel Rodríguez, la catalana Áurea de Sarrà, la norteamericana Josephine Baker y, muy especialmente, por la americana anteriormente mencionada Isadora Duncan, a la que conoció en 1912 y mantuvo una buena amistad que se consolidó gracias al interés de ambos por el arte clásico. Este hecho desencadenó la realización de numerosos dibujos al natural de Isidora Duncan mientras ensayaba en su estudio con sus alumnas o actuaba en teatros como el Trocadero. Clarà quería captar la teoría de Isidora Duncan sobre la danza, basada en la expresión de las vibraciones musicales, fruto de las visiones espirituales de su alma. 

## Análisis
Esta escultura representa una figura descalza sin apenas ropa, envuelta en un velo ligero y con un gesto lleno de movimiento. Aunque no podemos confirmar si representa a Isidora Duncan, la destacada revolucionaria de la danza en París, la obra refleja la profunda pasión compartida por el escultor y la bailarina hacia el mundo clásico de la antigua Grecia.
Clarà empezaba la mayoría de sus trabajos con dibujos, croquis o esbozos preparatorios que le servían para generar una imagen previa de lo que desarrollaría posteriormente. El dibujo se hacía imposible sin el conocimiento visual del objeto, sin mirarlo, pero también era necesaria la proyección emocional. Clarà afirmaba que la base del dibujo radicaba en ver, ya que ver era saber y saber era hacer. Según él, saber ver, leer la naturaleza y oír era lo que permitía crear.

## Estilo y movimiento
Clarà adoptó como forma de expresión más perfecta el desnudo femenino y había consolidado su propio modelo que respondía a un canon definido perfectamente por Eugeni d’Ors en su obra La Ben Plantada (1976). La Dansarina forma parte de una serie de obras en las que introdujo la figura femenina en movimiento. Esta figura adopta los principios del pasado y los reinterpreta en un estilo moderno y simplificado, buscando, según el propio escultor, capturar la energía de la danza en una forma estática, en una escultura que permanece inmóvil.

## Relación con otras obras y artistas
Este motivo surge por el interés por la danza y el contacto estrecho con bailarinas reconocidas del momento como Isidora Duncan, Antonia Mercé “La Argentina”, Isabel Rodríguez, Áurea de Sarrà, etc. Asimismo, otras obras que reflejan el deseo de Clarà durante esta etapa son El ritmo (1910) y Cadencia (1917-1918), las cuales reflejan una contorsión de caderas y un gesto dinámico contenido. El escultor comprendía bien la interacción entre el dinamismo del trazo rápido del dibujo y la calidad estática de la escultura. Clarà buscaba capturar este movimiento para luego concentrarlo en las formas estáticas de su arte, procurando infundir vida intensa y concentrada dentro de la forma estática. Esta necesidad de capturar el dinamismo para dar vida y alma al cuerpo estático puede relacionarse con el proceso de trabajo de Isadora Duncan, quien buscaba en las figuras hieráticas de frisos y vasos griegos antiguos los ritmos internos que luego elaboraba en sus movimientos. Esto es algo que se confirma en obras anteriormente mencionadas como El ritmo (1910) y Cadencia (1917-1918), donde la escultura y la danza van de la mano. A su vez, este tipo de obras de Clará podrían establecer ciertos vínculos con las obras de Degàs, ya que ambos tenían el deseo de “captar el arte de la danza”.
Esta conexión con la danza, refleja la voluntad del artista de capturar y expresar el ritmo y la fluidez del movimiento. Su amistad con la icónica Isadora Duncan desde los primeros días en París inspiró una dedicación apasionada a retratar a la bailarina en dibujos excepcionales. Fascinado por el mundo de la danza, en la década de 1920 mantuvo un romance con una de las seguidoras del estilo libre de Duncan, la catalana Àurea de Sarrà, una figura intrigante y olvidada de la era entreguerras. Ambas mujeres fueron inmortalizadas en sus obras de arte, mereciendo una atención especial por lo que representan: la simbiosis creativa entre la danza y la expresión plástica, la amistad con Isadora y el amorío con Àurea, ilustrando la eterna relación entre el artista y su musa, y la perdurabilidad del arte y su lenguaje universal más allá de las limitaciones temporales.

## Legado Clarà
En 1919, el Estado francés adquiere la obra Dansarina para el Museo de Luxemburgo. Asimismo, además de en Cataluña, en el Centro Pompidou de París, hay otra escultura de Clarà llamada La Danzarina (en francés La Danseuse).  
Entre la década de 1920 y principios de la de 1930, se intensifica el proceso de depuración de los volúmenes y la idealización de los cuerpos y rostros. En 1969, con la muerte de los herederos, y cumpliendo con la última voluntad del escultor, se inaugura el Museu Clarà en su antigua ciudad. Se exhibía este legado que Josep Clarà había puesto al abasto de la ciudadanía, con más de ochocientas esculturas y mil dibujos del autor, además de su colección de obras de arte de otros artistas. El Museo permaneció abierto hasta 1995, cuando fue desmantelado, y la obra fue depositada en el Museo Nacional d'Art de Catalunya (MNAC) en medio de una gran polémica. Actualmente, el Museo de la Garrotxa de Olot conserva buena parte de este fondo artístico, que cede, cuando es necesario, a exposiciones que giran en torno al reconocido escultor.